# Moretonhampstead
Moretonhampstead är en stad och civil parish i Teignbridge i Devon i England. Orten har 1 703 invånare (2011). Byn nämndes i Domedagsboken (Domesday Book) år 1086, och kallades då Mortone/Mortona.